# Caraïben

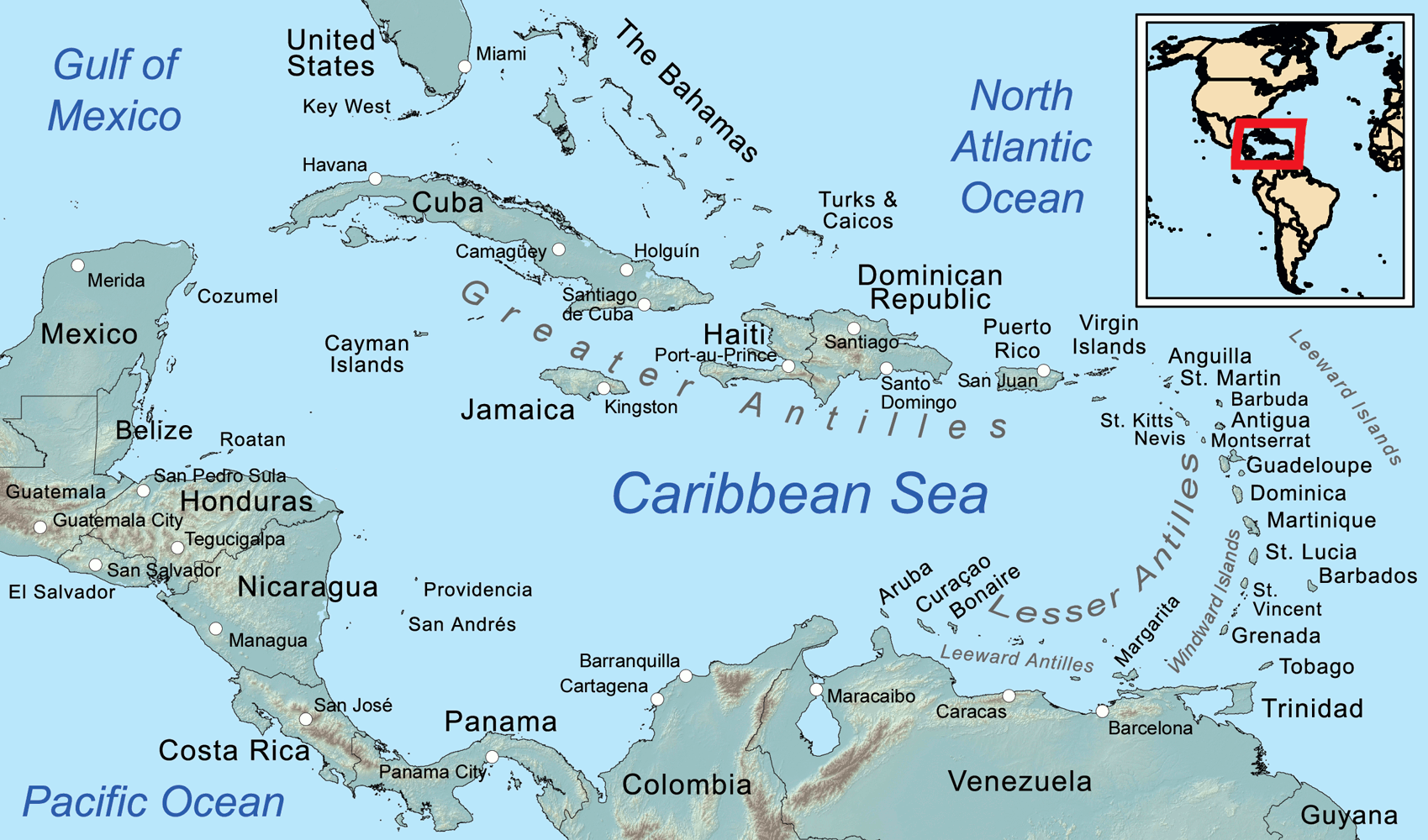
Eilanden in en bij de Caraïben

De Caraïben met het Caraïbisch vasteland

De Caraïben, Caraïbische eilanden of het Caraïbisch gebied (ook wel Cariben, Caribische eilanden, Caribisch gebied) bestaan uit de Caraïbische Zee, de oceaan rond de Bahama's en de vele eilanden die in deze wateren liggen. Het merendeel van de eilanden in het Caraïbisch gebied behoort tot de Antillen. Enkel de Bahama's (inclusief de Turks- en Caicoseilanden) behoren niet tot de Antillen. Deze vormen samen de Lucayan-archipel genoemd naar het volk der Lucayan.

## Geografie
Het gebied ligt ten zuidoosten van de Golf van Mexico en ten noorden van Zuid-Amerika. Het dankt zijn naam aan de Cariben, een indianenstam die er leefde ten tijde van de komst van de Europeanen. De Caraïben werden in de koloniale tijd door de Europeanen aangeduid als  West-Indië of de West, een naam die terug te voeren is op de onjuiste opvatting van ontdekkingsreiziger Christoffel Columbus, dat hij Indië had bereikt. Een groot deel van het gebied wordt tot Noord-Amerika gerekend, de eilanden behorend bij Venezuela en Colombia en de drie Guyana's (Guyana, Frans-Guyana en Suriname) worden tot Zuid-Amerika gerekend.
De kust van de eilanden in het Caraïbisch gebied wordt aangeduid als de Caraïbische kust. De kust van de drie Guyana's werd in de koloniale tijd de 'Wilde Kust' genoemd, maar heet tegenwoordig de Atlantische Kust.

## Internationale samenwerking
Veel landen in het Caraïbisch gebied zijn verenigd in de Caricom een intergouvernementele organisatie die in 1973 werd opgericht met als doel de onderlinge integratie te bevorderen.
Een deel van de omroeporganisaties is aangesloten bij de Caribbean Broadcasting Union.
Bijna alle landen zijn lid of geassocieerd lid van de Economische Commissie voor Latijns-Amerika en de Caraïben van de Verenigde Naties. De Caraïbische lidstaten hebben een eigen subsidiair intergouvernementeel orgaan binnen deze commissie, de Caribbean Development and Cooperation Committee (CDCC).

## Taal
Zo'n 70% van de bevolking van de eilanden spreekt Spaans, de overige belangrijke talen zijn Frans, Engels en Nederlands. Verder worden er de lokale Creoolse talen gesproken.

## Landen
De volgende landen en gebieden worden in de regel tot het Caraïbisch gebied gerekend:
| Vlag               | Naam                           | Hoofdstad        | Oppervlakte | Taal                             | Munteenheid               | UTC | Status           |
| ------------------ | ------------------------------ | ---------------- | ----------- | -------------------------------- | ------------------------- | --- | ---------------- |
|                    | Amerikaanse Maagdeneilanden    | Charlotte Amalie | 347 km²     | Engels                           | Amerikaanse dollar        | −4  | Amerikaans bezit |
|                    | Anguilla                       | The Valley       | 91 km²      | Engels                           | Oost-Caribische dollar    | −4  | Brits bezit      |
|                    | Antigua en Barbuda             | Saint John's     | 442 km²     | Engels                           | Oost-Caribische dollar    | −4  | Onafhankelijk    |
|                    | Aruba                          | Oranjestad       | 180 km²     | Nederlands en Papiaments         | Arubaanse florin          | −4  | Nederlands bezit |
|                    | Bahama's                       | Nassau           | 13.878 km²  | Engels                           | Bahamaanse dollar         | −5  | Onafhankelijk    |
|                    | Barbados                       | Bridgetown       | 430 km²     | Engels en Bajan                  | Barbadiaanse dollar       | −4  | Onafhankelijk    |
|                    | Bonaire                        | Kralendijk       | 288 km²     | Nederlands en Papiaments         | Amerikaanse dollar        | −4  | Nederlands bezit |
|                    | Britse Maagdeneilanden         | Road Town        | 151 km²     | Engels                           | Amerikaanse dollar        | −4  | Brits bezit      |
|                    | Cuba                           | Havana           | 109.884 km² | Spaans                           | Cubaanse peso             | −5  | Onafhankelijk    |
|                    | Curaçao                        | Willemstad       | 444 km²     | Nederlands, Engels en Papiaments | Antilliaanse gulden       | −4  | Nederlands bezit |
|                    | Dominica                       | Roseau           | 751 km²     | Engels                           | Oost-Caribische dollar    | −4  | Onafhankelijk    |
|                    | Dominicaanse Republiek         | Santo Domingo    | 48.192 km²  | Spaans                           | Dominicaanse peso         | −4  | Onafhankelijk    |
|                    | Grenada                        | Saint George's   | 344 km²     | Engels                           | Oost-Caribische dollar    | −4  | Onafhankelijk    |
|                    | Guadeloupe                     | Basse-Terre      | 1.705 km²   | Frans                            | Euro                      | −4  | Frans bezit      |
|                    | Haïti                          | Port-au-Prince   | 27.750 km²  | Frans en Haïtiaans-Creools       | Haïtiaanse gourde         | −5  | Onafhankelijk    |
|                    | Jamaica                        | Kingston         | 10.991 km²  | Engels                           | Jamaicaanse dollar        | −5  | Onafhankelijk    |
|                    | Kaaimaneilanden                | George Town      | 264 km²     | Engels                           | Kaaimaneilandse dollar    | −5  | Brits bezit      |
|                    | Martinique                     | Fort-de-France   | 1.128 km²   | Frans                            | Euro                      | −4  | Frans bezit      |
|                    | Montserrat                     | Plymouth         | 103 km²     | Engels                           | Oost-Caribische dollar    | −4  | Brits bezit      |
|                    | Navassa                        | Lulu Town        | 5,2 km²     | Engels                           | Amerikaanse dollar        | −4  | Amerikaans bezit |
|                    | Puerto Rico                    | San Juan         | 8.870 km²   | Engels en Spaans                 | Amerikaanse dollar        | −4  | Amerikaans bezit |
|                    | Saba                           | The Bottom       | 13 km²      | Nederlands en Engels             | Amerikaanse dollar        | −4  | Nederlands bezit |
|                    | Saint-Barthélemy               | Gustavia         | 21 km²      | Frans                            | Euro                      | −4  | Frans bezit      |
|                    | Saint Kitts en Nevis           | Basseterre       | 261 km²     | Engels                           | Oost-Caribische dollar    | −4  | Onafhankelijk    |
|                    | Saint Lucia                    | Castries         | 539 km²     | Engels                           | Oost-Caribische dollar    | −4  | Onafhankelijk    |
| Vlag van Frankrijk | Saint-Martin                   | Marigot          | 54 km²      | Frans                            | Euro                      | −4  | Frans bezit      |
|                    | Saint Vincent en de Grenadines | Kingstown        | 389 km²     | Engels                           | Oost-Caribische dollar    | −4  | Onafhankelijk    |
|                    | Sint Eustatius                 | Oranjestad       | 21 km²      | Nederlands en Engels             | Amerikaanse dollar        | −4  | Nederlands bezit |
|                    | Sint Maarten                   | Philipsburg      | 34 km²      | Nederlands en Engels             | Antilliaanse gulden       | −4  | Nederlands bezit |
|                    | Trinidad en Tobago             | Port of Spain    | 5.130 km²   | Engels                           | Trinidad en Tobago dollar | −4  | Onafhankelijk    |
|                    | Turks- en Caicoseilanden       | Cockburn Town    | 948 km²     | Engels                           | Amerikaanse dollar        | −5  | Brits bezit      |

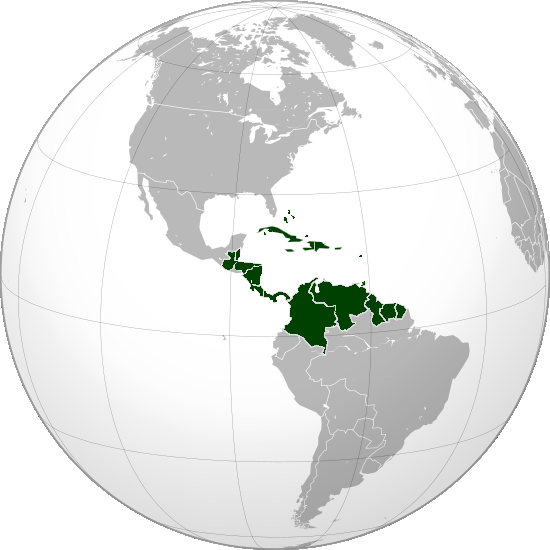
Meest brede weergave van het Caraïbisch gebied

De volgende landen maken geografisch gezien deel uit van het Amerikaanse vasteland, maar worden historisch, cultureel, taalkundig en sociaal-economisch wel tot de Caraïbische regio gerekend:
- Belize
- Frans-Guyana
- Guyana
- Suriname

Verder worden vaak gebiedsdelen van omringende landen die aan de Caraïbische Zee grenzen en eilanden van die landen die in de zee liggen, tot het Caraïbisch gebied gerekend:
- Colombia: de archipel San Andrés en Providencia en de Caraïbische kuststrook
- Costa Rica: de Caraïbische kust en eilanden
- Guatemala: de Caraïbische kust
- Honduras: de Baai-eilanden en de Caraïbische kuststrook
- Mexico: de staat Quintana Roo (met onder andere Cancún en het eiland Cozumel)
- Nicaragua: de Miskitokust (RACCN en RACCS)
- Panama: de Caraïbische kust en eilanden
- Venezuela: de staat Nueva Esparta (met onder andere Isla Margarita), de Federale gebieden en de kuststrook

Noord-Amerika ·
Midden-Amerika (Centraal-Amerika) ·
Zuid-Amerika

Anglo-Amerika ·
Franco-Amerika ·
Ibero-Amerika ·
(Hispano-Amerika ·
Portugees-Amerika) ·
Latijns-Amerika

Antillen ·
Caraïben ·
Guyana ·
Meso-Amerika ·
West-Indië ·
Zuidkegel